# Hibbertia synandra
Hibbertia synandra är en tvåhjärtbladig växtart som beskrevs av F. Müll. Hibbertia synandra ingår i släktet Hibbertia och familjen Dilleniaceae. Inga underarter finns listade i Catalogue of Life.